# Powstańczy Znak
Powstańczy Znak – niewielki kopczyk z głazów i kamieni, obrośnięty mchem i barwinkiem, ułożony obok domów dawnych powstańców styczniowych na polskich terenach będących w XIX wieku pod zaborem austriackim.
Po powstaniu styczniowym (1863–64), obok domów, których właścicielami byli powstańcy lub ich rodziny, układano niewielkie kopczyki, będące swego rodzaju znakiem dla wracających zesłańców, wskazujący, że w tym domu mogą się zatrzymać, znaleźć pomoc. Ich umieszczanie wiązało się z ryzykiem narażenia się na represje ze strony władz austriackich, dlatego były one stosunkowo niewysokie (ok. 70 cm). Z braku konserwacji z czasem ulegały zniszczeniu. Zwyczaj ten był kultywowany m.in. na ziemi gorlickiej i jasielskiej. Dwa takie znaki w końcu XX wieku znajdowały się w: Szymbarku i Nowym Żmigrodzie.
Propagatorką Powstańczych Znaków była etnografka Wanda Kłapkowska (1921–1998), wnuczka powstańca Adolfa Kłapkowskiego (1846–1932, zm. w Nowym Żmigrodzie), autorka Słownika Wychowawców i Wychowanków Szkół Średnich w Gorlicach (1939–1945).